# 长谷川闲史
長谷川閑史（日语：／，1946年6月19日—）是一位日本企业家。

## 生平
1946年出生于日本山口县，1970年毕业于早稻田大学经济系。毕业后进入武田药品工业，2003年6月升任社长。2011年至2015年担任经济同友会代表干事。此外还担任日本经济团体联合会评议员会副议长，日本制药工业协会会长，三极委员会亚太地区议长。